# PostTrak
PostTrak este un serviciu din Statele Unite ale Americii care sondează audiența filmelor pentru studiourile de film.

## Istorie
PostTrak efectuează sondaje în primele 20 de piețe din Statele Unite ale Americii și Canada cu ajutorul cardurilor de votare și a chioșcurilor electronice. 
Un raport PostTrak pentru un film adună date despre componența demografică, opiniile privind filmul și marketingul său, când au fost achiziționate biletele și planurile de cumpărare sau închiriere a filmului pe media pentru acasă (home media).
Serviciul a fost conceput de Kevin Goetz, fondator și CEO al Screen Engine. Serviciul a fost lansat în 2013 de către Screen Engine și Rentrak⁠(d); acesta din urmă furnizează date de box office studiourilor.
PostTrak se concentrează asupra lansărilor largi și audiențelor de sondaje pe 20 de piețe din Statele Unite și Canada, unde serviciile anterioare s-au concentrat pe trei sau patru piețe. 
Majoritatea celor șase studiouri majore s-au abonat la acest serviciu, precum și mai mulți distribuitori.
The Hollywood Reporter a scris în 2013 că CinemaScore a monopolizat industria filmului timp de trei decenii, dar a fost criticată pentru că „s-a bazat pe tehnici de sondaj învechite și pe un eșantion prea limitat” și că poziția sa va fi contestată de PostTrak. 
În timp ce CinemaScore sondează pe o scară de la A+ la F, PostTrak atribuie un procentaj de scor pozitiv pe o scară de la 1 la 100, printre alte reacții, cum ar fi cât de probabil ar fi ca un membru al publicului să recomande filmul unui prieten.

## Achiziții
Odată cu achiziția Rentrak de către comScore în 2016, serviciul este deținut de comScore și Screen Engine.